# ATP Challenger Indian Wells-2
Der ATP Challenger Indian Wells (offiziell: Indian Wells Challenger) war ein Tennisturnier, das von 1991 bis 1997 jährlich in Indian Wells, Kalifornien, stattfand. Es gehörte zur ATP Challenger Tour und wurde im Freien auf Hartplatz gespielt. Jason Stoltenberg ist mit zwei Titeln im Einzel sowie einem Titel im Doppel Rekordsieger des Turniers.

## Liste der Sieger

### Einzel
| Jahr | Sieger            | Finalgegner      | Ergebnis      |
| ---- | ----------------- | ---------------- | ------------- |
| 1997 | Jiří Novák        | Sláva Doseděl    | 7:6, 6:4      |
| 1996 | Jason Stoltenberg | Mark Knowles     | 6:4, 6:2      |
| 1995 | Tommy Ho          | Oliver Gross     | 6:7, 7:6, 6:2 |
| 1994 | Steve Bryan       | Olivier Delaître | 6:3, aufgg.   |
| 1993 | Jason Stoltenberg | Jared Palmer     | 6:2, 6:1      |
| 1992 | Richard Fromberg  | Todd Woodbridge  | 6:4, 6:1      |
| 1991 | Cristiano Caratti | Jimmy Arias      | 6:7, 6:4, 6:2 |

### Doppel
| Jahr | Sieger                             | Finalgegner                         | Ergebnis      |
| ---- | ---------------------------------- | ----------------------------------- | ------------- |
| 1997 | Nicklas Kulti (2) Michael Tebbutt  | Scott Davis Kelly Jones             | 6:2, 4:6, 6:3 |
| 1996 | Brett Hansen-Dent Brian MacPhie    | Jason Stoltenberg Peter Tramacchi   | 6:3, 6:4      |
| 1995 | Nicklas Kulti (1) Mikael Tillström | Jan Apell Mike Bauer                | 7:6, 6:4      |
| 1994 | Kelly Jones Trevor Kronemann       | Nicklas Utgren Lars-Anders Wahlgren | 6:1, 6:4      |
| 1993 | Patrick Rafter Jason Stoltenberg   | Neil Borwick Simon Youl             | 6:4, 6:3      |
| 1992 | Pieter Aldrich Danie Visser        | Mike Briggs Trevor Kronemann        | 7:6, 2:6, 7:5 |
| 1991 | Joey Rive Robert Van’t Hof         | Marty Davis Todd Witsken            | 6:4, 7:6      |